# All God's Children
All God's Children (Todos los hijos de Dios) es un documental de 1996, dirigido por Sylvia Rhue, Frances Reid y Dee Mosbacher. Analiza la relación entre el cristianismo y la orientación sexual en el contexto de la comunidad afroamericana. Trata de mitigar la estigmatización de las lesbianas y los hombres homosexuales. Mezclado con música espiritual, cuenta la historia de gais y lesbianas que acuden a la iglesia e incluye testimonios de políticos influyentes y líderes religiosos.

## Premios
- Mejor Documental durante el National Black Arts Film Festival (1996)
- Mejor Película en Asuntos Relacionados con la "Experiencia Negra", (una competición internacional cinematográfica negra en 1996)[4]
- Premio Lambda Liberty, Lambda Legal Defense and Education Fund (1997)
- Premio del Jurado en la University of Oregon Queer Film Festival
- Premio Apple, por la National Educational Media Network (1997)
- Película homenajeada en el Council on Fundations Film Festival Series (1997-98)